# Mulan (film, 1998)
Mulan är en animerad film från Walt Disney Pictures från 1998, och den 36:e så kallade Disneyklassikern. Filmen är baserad på den kinesiska legenden om Hua Mulan.
Mulan var den första filmen som i stort sett uteslutande producerades i studion i Orlando, Florida. Nästan 700 personer var inblandade i produktionen. 2004 kom uppföljaren Mulan 2 direkt på DVD. 
En nyinspelning av denna film hade premiär 2020.

## Handling
Berättelsen utspelar sig i Kina under Handynastin. Hunnerna, som leds av den fruktade Shan Yu, inleder en invasion av hela Kina. Kinas kejsare förbereder en allmän mobilisering av landets styrkor, vilket innebär att varje man i varje familj i landet är tvungen att gå med i den kinesiska armén. När Fa Mulan får reda på att hennes gamle far Fa Zhou går med i armén, bestämmer hon sig för att stå i hans ställe. Hon förklär sig till en ung man, med namnet Ping, och rider mot ett kinesiskt militärläger. Fa Zhou får reda på detta och ber till familjens förfäder att vaka över henne. Förfäderna beordrar sin mäktigaste väktare, den Store Stendraken, att skydda henne. Förfäderna är dock omedvetna om att statyn av den Store Stendraken råkade förstöras av den lille draken Mushu, som i stället tog Stendrakens ställe som Mulans väktare.
Mushu försöker att lära Mulan att bete sig som en man, vilket dock går på tok och hon råkar omedvetet starta ett storbråk på träningslägret. Men deras ledare, kapten Li Shang, får stopp på bråket och tränar upp Mulan och lägrets soldater från klumpiga bråkstakar till skickliga krigare. Under utbildningen får Mulan nya vänner i lägret; Yao, en våldsam man som har stora muskler, Ling, en smal person som oftast berättar olika skämt, och Chien-Po, en knubbig person som älskar mat och stillhet. Mushu skriver ett falskt bud från Li Shangs far, general Li, för att lura Li Shang att marschera sina styrkor till bergen. Syftet med detta var att Mushu ville få Mulan att lyckas med sitt uppdrag. De anländer till en nedbränd by, där de upptäcker att general Li och hans styrkor har förintats av hunnerna. Li Shang vill hämnas sin far och de marscherar till Kinas huvudstad för att undsätta kejsaren, innan hunnerna får tag på honom. De råkar sedan i bakhåll av hunnernas armé, men Mulan skjuter en raket mot ett snöberg, vilket leder till att en stor lavin begraver hunnernas armé, inklusive Shan Yu. Mulan blir dock skadad under striden, en läkare tillkallas och de får då reda på att hon är en kvinna. Li Shang och hans följe överger Mulan på berget, medan de tar sig till Kinas huvudstad. Emellertid förintades inte alla hunnerna av lavinen, inte heller Shan Yu. Ett litet följe krigare, med Shan Yu i spetsen, reser sig upp bland snömassorna och tågar ensamma mot Kinas huvudstad i syfte att tillfångata kejsaren och döda honom. 
Mulan får syn på hunnerna och hon reser till huvudstaden för att försöka varna Li Shang om Shan Yu, men han vägrar att lyssna. Hunnerna infiltrerar sig i kejsarens stora palats, där de fångar kejsaren och låser in sig i palatset. Med Mulans hjälp lyckas Li Shang, Yao, Ling och Chien-Po komma in i palatset, besegra Shan Yus män och rädda kejsaren. Mulan lockar Shan Yu upp till taket av palatset, där hon utmanar honom till strid. Under tiden eldar Mushu upp en bunt av fyrverkeriraketer mot Shan Yu på hennes signal och dödar honom. 
Mulan hyllas av både kejsaren och Kinas folk. Kejsaren erbjuder Mulan att bli hans nya rådgivare och hon får av honom Shan Yus svärd som gåva, men hon avböjer artigt hans erbjudande och ber att få återvända till sin familj. Hon återvänder hem och visar sina gåvor för sin far, men han är gladare att få tillbaka sin älskade dotter än för gåvorna. Li Shang, som har blivit förtjust i Mulan, anländer till Mulans hem för att ge tillbaka hennes hjälm. Mulan bjuder honom på middag, vilket han gärna godtar.

## Rollista
| Figur              | Engelsk originaldubb                       | Svensk dubb                 |
| ------------------ | ------------------------------------------ | --------------------------- |
| Fa Mulan           | Ming-Na Wen (tal) Lea Salonga (sång)       | Divina Sarkany              |
| Li Shang           | B.D. Wong (tal) Donny Osmond (sång)        | Göran Rudbo                 |
| Mushu              | Eddie Murphy                               | Daniel "Papa Dee" Wahlgren  |
| Shan Yu            | Miguel Ferrer                              | Mikael Persbrandt           |
| Chien-Po           | Jerry Tondo                                | Ulf Larsson                 |
| Ling               | Gedde Watanabe (tal) Matthew Wilder (sång) | Andreas Nilsson             |
| Yao                | Harvey Fierstein                           | Hasse Andersson             |
| Fa Zhou            | Soon-Tek Oh                                | Gunnar Uddén                |
| Fa Li              | Freda Foh Shen                             | Monica Forsberg             |
| Mormor Fa          | June Foray (tal) Marni Nixon (sång)        | Barbro "Lill-Babs" Svensson |
| Chi Fu             | James Hong                                 | Bo Maniette                 |
| Kejsaren           | Pat Morita                                 | Gösta Prüzelius             |
| Äktenskapsmäklaren | Miriam Margolyes                           | Anna Sundqvist              |
| Förfadern          | George Takei                               | Johan Schinkler             |
| General Li         | James Shigeta                              | Johan Wahlström             |

## Sånger
| Originaltitel              | Svensk titel                   |
| -------------------------- | ------------------------------ |
| Honor to Us All            | Vi blir stolta över dig        |
| Reflection                 | En spegelbild                  |
| I'll Make a Man Out of You | Det skall nog bli män av er nu |
| A Girl Worth Fighting For  | En tjej att kämpa för          |
| True to Your Heart         | svensk titel saknas            |

I den svenska dubbningen sjungs "True to Your Heart" under eftertexterna på originalspråk.